# Ottone Orseolo
Ottone Orseolo (Venezia, 993 – 1032) è stato un politico italiano, 27º doge della Repubblica di Venezia dal 1009 al 1026.

## Origini e ascesa
Era il terzo figlio del doge Pietro II Orseolo e di sua moglie Maria Candiano. Il suo vero nome sarebbe stato Pietro, ma nel 996, in occasione della sua cresima, assunse il nome del padrino, l'imperatore del Sacro Romano Impero Ottone III.
Nel 1004 fu al seguito del fratello maggiore Giovanni, coreggente al trono ducale, che si recava a Costantinopoli per sposare Maria, nipote dell'imperatore bizantino Basilio II Bulgaroctono. Come si può quindi notare, la politica di Pietro II mirava a stabilire dei forti legami con entrambe le potenze, in modo da mantenere il Ducato equidistante da esse.
L'improvvisa morte di Giovanni, nel 1007, lo portò a succedergli nella carica di coreggente. Due anni dopo, nel 1009, moriva anche Pietro II e Ottone fu proclamato doge.

## Il dogado
Ottone aveva solo sedici anni all'epoca, ma era una personalità di bella presenza e capace, doti che mise in pratica sin dall'inizio. Nel 1011 sposò Grimelda, figlia di Géza d'Ungheria. Nel 1018, morto il patriarca di Grado Vitale Candiano, riuscì a fargli subentrare il fratello Orso, già vescovo di Torcello, a sua volta sostituito in quest'ultima carica da un secondo fratello, Vitale. Aggiungendo Felicita, badessa del monastero di San Giovanni Evangelista, si nota come la famiglia Orseolo avesse ormai assunto il controllo le maggiori cariche del Ducato.
Diversa fortuna ebbe nel campo della politica estera. Nel 1016 costrinse il vescovo di Adria a restituire alcuni territori nei dintorni di Loreo, quindi si concentrò sulla Dalmazia per confermarvi l'autorità veneziana ancora piuttosto debole. Nel 1018, quindi, organizzò una spedizione simile a quella che aveva intrapreso il padre un ventennio prima: al comando di una flotta, tocco le principali città e isole della costa adriatica perché vescovi, clero e popoli rinnovassero il loro giuramento di fedeltà nei confronti di Venezia. Anche in questo caso, l'Orseolo agì in perfetta sintonia con la madrepatria Bisanzio, che proprio in quegli anni stava attuando la sua politica di riconquista sui Balcani sconfiggendo i Bulgari di re Samuele.
Se Pietro II era riuscito a creare degli ottimi rapporti anche con il Sacro Romano Impero, con Ottone si verificò un aumento della tensione, dovuta soprattutto al comportamento di Enrico II nel corso della secolare lite fra i patriarcati di Aquileia e Grado.
Il sovrano infatti, per assicurarsi il controllo dei valichi alpini, stava favorendo il patriarca aquileiense Poppone; forte dell'appoggio imperiale, quest'ultimo decise di rispolverare le antiche rivendicazioni della sua sede e si appellò a papa Benedetto VIII perché dichiarasse Grado dipendente dalla Chiesa friulana. Questa situazione rischiava non solo di compromettere i rapporti tra Venezia e l'impero, ma anche lo stesso doge visto che, proprio in quel momento, sedeva sulla cattedra gradense suo fratello Orso.
Nel 1024 Ottone e Orso lasciarono Venezia a causa di una sommossa popolare, forse fomentata dalle famiglie rivali dei Flabanici e dei Gradenigo. I due ripararono nelle terre che la sede gradense deteneva in Istria, ma la lontananza del patriarca fu l'occasione per Poppone di occupare Grado e saccheggiarla. La situazione stava precipitando e i Veneziani decisero di richiamare in patria il doge, il quale riconquistò la città e ne potenziò le difese.

## L'esilio e la morte
Ma il ritorno di Ottone durò poco: nel 1026 un'altra schiera di rivoltosi, capeggiata da Domenico Flabanico, imprigionò il doge e, dopo avergli tagliato la barba in segno di disonore, lo esiliò, sostituendolo con Pietro Centranico. Orseolo trovò rifugiò a Costantinopoli mentre suo figlio Pietro riparava presso la corte dello zio Stefano d'Ungheria.
Nel 1028 l'ascesa di Romano III Argiro (cognato di Giovanni Orseolo) sul trono di Bisanzio rafforzò il partito degli Orseoli, che in laguna continuava ad essere rappresentato dal patriarca Orso e dal vescovo Vitale, ancora in carica. Nel 1031, gli insuccessi del Centranico nel contenere una rivolta in Istria e nel gestire la minaccia di Poppone, mai sopita, portarono all'ennesima rivolta. Deposto il doge, Ottone fu nuovamente richiamato in patria mentre Orso assumeva la reggenza del Ducato in attesa del suo ritorno.
Ottone, tuttavia, morì lungo il viaggio nella primavera del 1032.

## Matrimonio e figli
Sposò Grimelda d'Ungheria nel 1011 ed essi ebbero due figli:
- Pietro Orseolo d'Ungheria, re d'Ungheria
- Frozza Orseolo, che sposò Adalberto di Babenberg